# Boudiennyia saintpierrei
Boudiennyia saintpierrei är en stekelart som beskrevs av Girault 1937. Boudiennyia saintpierrei ingår i släktet Boudiennyia och familjen dvärgsteklar. Inga underarter finns listade.